# Айгюн, Явуз
Явуз Айгюн (тур. Yavuz Aygün; 27 июня 1996 года, Арсин) — турецкий футболист, вратарь клуба «Аланьяспор».

## Клубная карьера
Явуз Айгюн — воспитанник турецкого клуба «Трабзонспор». 19 мая 2016 года он дебютировал в турецкой Суперлиге, заменив на 77-й минуте домашнего матча с «Касымпашой» вратаря «Трабзонспора» Эстебана Альварадо. К тому времени его команда проигрывала со счётом 0:3, Явуз Айгюн в оставшееся время пропустил ещё три.
В июле 2016 года Явуз Айгюн перешёл в турецкий «Гёзтепе», который по итогам следующего сезона вернулся в Суперлигу. Сыграл за команду 3 матча в Кубке Турции 2016/2017. Отправлялся в аренду в «Карабюкспор» и клуб Третьей лиги «Ени Ордуспор».